# Duomo di Valdobbiadene
Il duomo di Santa Maria Assunta è il principale luogo di culto cattolico di Valdobbiadene, in provincia di Treviso e diocesi di Padova; fa parte del vicariato di Quero-Valdobbiadene.

## Storia
La prima citazione della pieve di Valdobbiadene è contenuta in un testamento redatto a Venezia il 18 luglio 1259; una seconda menzione è di pochi decenni dopo, dato che risale al 1297.
Dalla relazione della visita pastorale del 1488 s'apprende che questa chiesa era a tre navate e possedeva otto altari, ma che necessitava un restauro.
La pieve fu riedificata ad un'unica navata e consacrata l'11 luglio 1529 dal vescovo Girolamo De Sanctis.
Tra il 1743 ed il 1767 fu costruito il campanile, alto 70 metri, la cui cuspide venne realizzata nel 1810.
L'attuale duomo fu edificato tra il 1790 ed il 1799 e consacrato nel 1816 dal vescovo Francesco Scipione Dondi dall'Orologio. L'atrio venne aggiunto tra il 1825 ed il 1840. L'edificio fu poi ristrutturato in seguito ai danni subiti durante la prima guerra mondiale.

## Descrizione

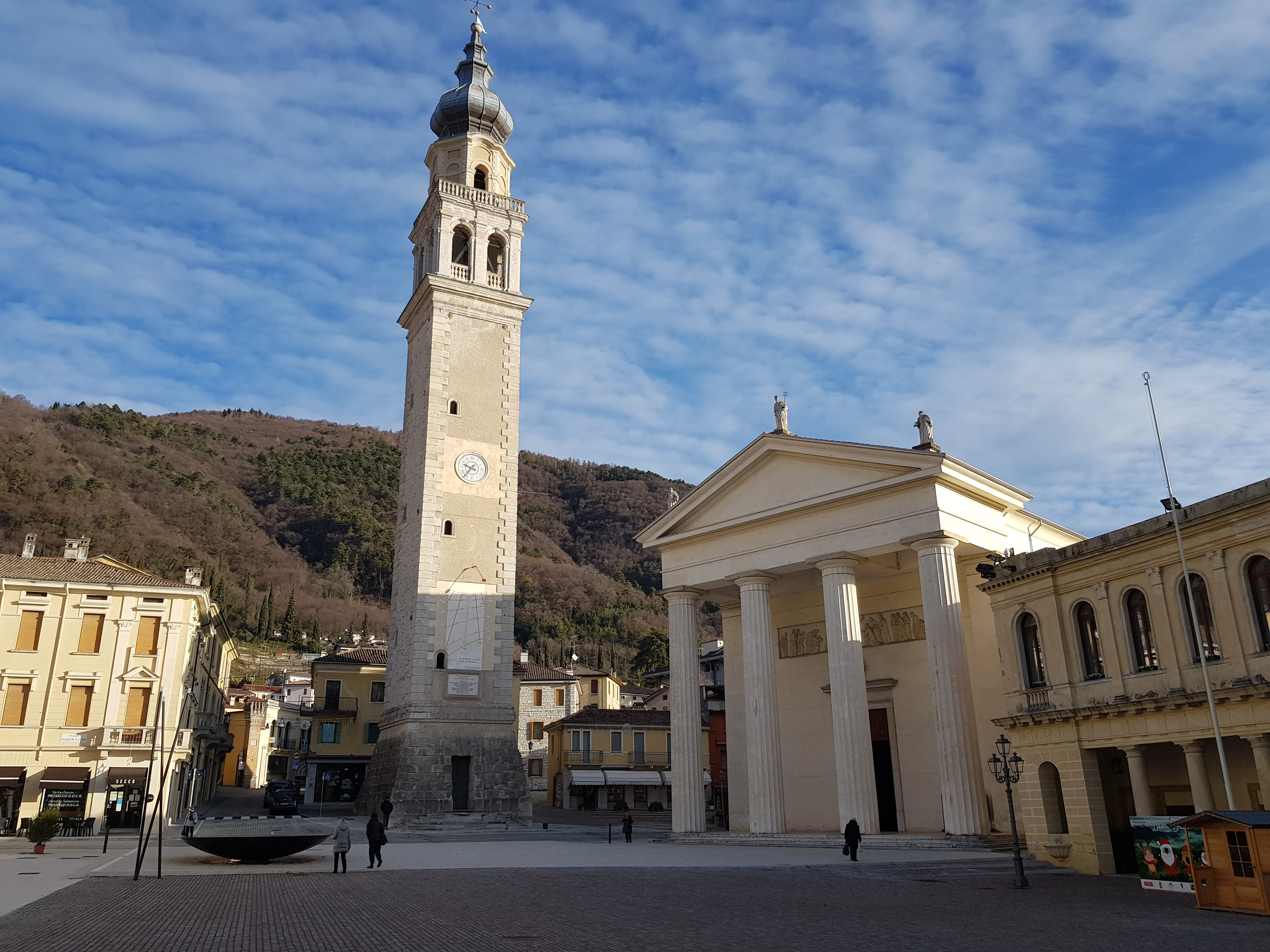
Veduta del Duomo di Valdobbiadene

### Esterno
La facciata a capanna della chiesa, anticipata dal pronao tetrastilo d'ordine dorico, presenta centralmente il portale d'ingresso architravato, mentre sopra il timpano triangolare sono collocate tre statue raffiguranti San Prosdocimo, San Venanzio e Papa Benedetto XI.
Ad alcuni metri dalla parrocchiale si erge su un alto basamento a scarpa il campanile a pianta quadrata, la cui cella presenta su ogni lato una bifora ed è coronata dalla cupola a cipolla poggiante sul tamburo a base ottagonale.

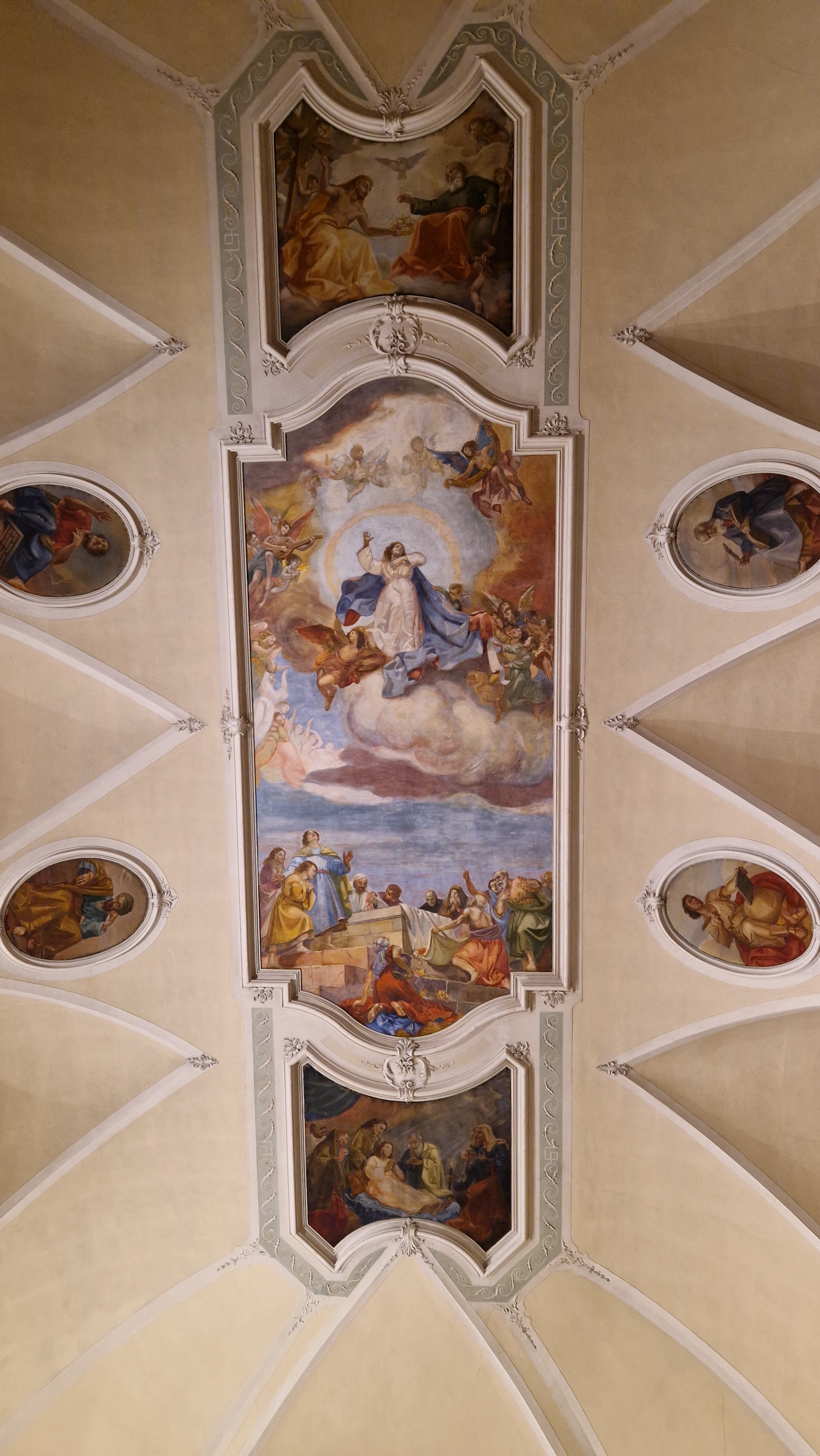
Veduta degli affreschi della volta

### Interno
Il duomo di Valdobbiadene è ricco di opere d’arte che spaziano dal Cinquecento al Novecento, e altre ve ne sarebbero che sono andate perdute negli anni, anche a causa degli eventi bellici.
La “pala grande” dedicata all’Assunta è una delle più importanti opere di Francesco da Conegliano, detto il Beccaruzzo, che la eseguì agli inizi del Cinquecento. Altrettanto preziosa è la pala, databile agli anni 1535-1543, del trevigiano Paris Bordon, uno dei più brillanti allievi di Tiziano, che ritrae la Madonna con Gesù bambino in trono, san Sebastiano e san Rocco.
L’altare di San Giovanni battista, all’interno della chiesa arcipretale di Valdobbiadene, è ornato da un pregevole dipinto tardo cinquecentesco firmato da Palma il Giovane e raffigurante i Santi Giovanni battista, Girolamo e Antonio abate. La tela che accomuna i tre santi penitenti del deserto appare in stretta relazione con quella dei Santi Agostino e Domenico realizzata dallo stesso autore a Traù in Dalmazia nel 1599.
Il ciborio cinquecentesco dell’antico altare maggiore è stato riutilizzato per ornare l’attuale altare della Madonna. Nella visita pastorale del 1633 il tabernacolo viene descritto come ornato da varie statue di bronzo dorato, doratura che andò perduta quando i bronzi furono inviati in luogo “sicuro” per proteggerli dai bombardamenti della grande guerra.
Alla serie appartiene una elegante scultura raffigurante l’allegoria della Fede che è stata variamente attribuita ad Alessandro Vittoria, Camillo Mazza e Annibale Fontana.
Porta la firma della pittrice Rosa Bortolan il dipinto con San Venanzio Fortunato risalente al 1856 che in passato ornava l’altare a lui dedicato. Gravemente danneggiato durante la prima guerra mondiale, fu sostituito con un dipinto di analogo soggetto di Ubaldo Oppi, per essere poi ricollocato in chiesa dopo un intervento di restauro avvenuto nel 1969.
Il presbiterio è ornato da una serie di dipinti realizzati dall’artista emiliano Carmelo Puzzolo. Eseguiti a tempera su tela nel 1969, sono inseriti all’interno di cornici in stucco.

### Campane

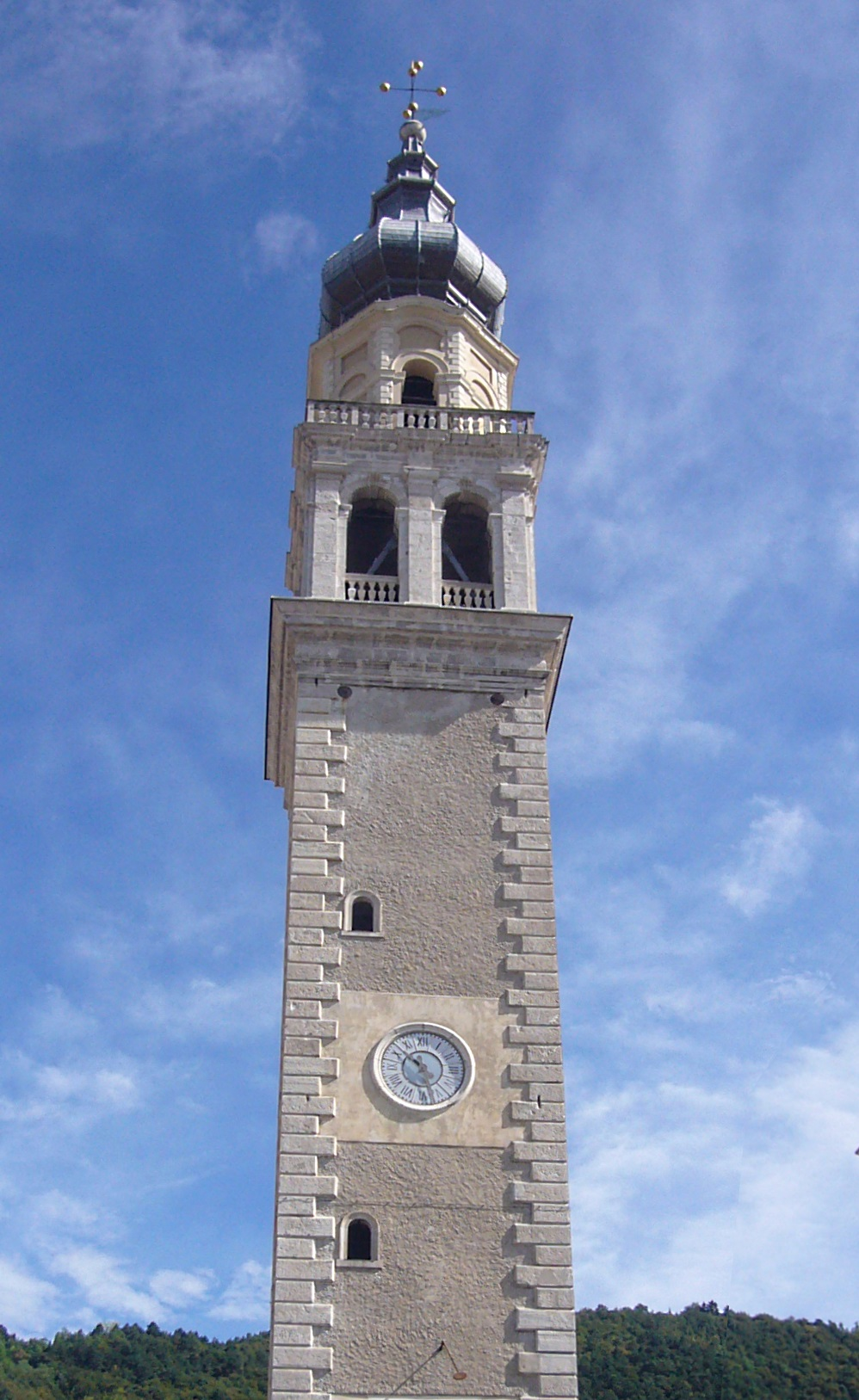
Il campanile del Duomo

Il campanile contiene un pregevole concerto di 3 campane montate "a slancio friulano" in scala diatonica maggiore di Si2 calante, fuse dalla Fonderia Pietro Colbachini di Bassano del Grappa nel 1921. È presente un campanello di richiamo posto sul campaniletto del tetto del Duomo.
I: Si2 calante. Ha un diametro di 157 cm e ha una massa di 2300 kg. Suona tutti i giorni all'angelus. 
II: Do#3 calante. Ha un diametro di 139,7 cm e ha una massa di 1600 kg.
III: Re#3 calante. Ha un diametro di 123 cm e ha una massa di 1100 kg.
Campanello: Sol4 calante. Suona agli ultimi richiami messa.